# Pasqual Fandos Araguete
Pasqual Fandos Araguete (Vinaròs, 29 de gener de 1948) va ser un ciclista valencià, que fou professional entre 1971 i 1973.
El seu germà Joan Ignasi també fou ciclista professional.

## Palmarès
- 1972
  - Vencedor d'una etapa de la Volta a Astúries
  - Vencedor d'una etapa de la Volta a Colòmbia

### Resultats a la Volta a Espanya
- 1973. Abandona